# Fteri (Strand)
Fteri (griechisch Φτέρη) ist ein abgelegener, naturbelassener Strand an der Westküste der Insel Kefalonia, Griechenland. Er liegt an der Nordseite der Halbinsel Paliki, nördlich von Lixouri. Er gilt als am schwersten zu erreichender Strand der Insel.

## Lage und Zugangsmöglichkeiten
Der Strand ist eingebettet in eine von weißen Kalksteinfelsen umrahmte Bucht. Der Strand selbst besteht aus einer Mischung aus feinem weißen Kies und sandigem Untergrund. Am Strand gab es einen  Felsbogen, der während des Erdbebens 2014 zerstört wurde. Am Strand gibt es keinerlei touristische Infrastruktur.
Fteri kann nicht mit dem Auto erreicht werden. Es gibt zwei Hauptzugänge:
- Wanderung: Der Pfad führt etwa 3,3 km und etwa 160 Höhenmeter durch mediterranes Gelände. Der Fußmarsch dauert rund 45–60. Der Weg ist nicht immer gut markiert.[1]

- Per Wassertaxi: Von dem kleinen Hafen von Zola verkehren Boote, die Besucher in etwa 10 Minuten zum Strand bringen.[2]

## Rezeption
Fteri ist die Geosite Nr. 10 des Unesco Geoparks Kefalonia Ithaka.
Fteri wurde mehrfach als einer der schönsten Strände Europas hervorgehoben – darunter 2025 unter den „Top 50 Best Beaches in the World“.